# 성서 나들목
성서 나들목(Seongseo IC)은 대구광역시 달서구 장기동에 설치된 신천대로의 교차로이자 과거 중부내륙고속도로지선의 7번 교차로였다.
1977년 12월 16일 구마고속도로 개통과 함께 신설되었다. 이후 2009년 9월 30일 구마고속도로 화원 나들목 ~ 서대구 나들목 구간이 확장 개통되면서 변형된 이중 트럼펫형 입체 교차로로 개량되었다. 2010년 6월 30일 중부내륙고속도로지선 남대구 나들목 ~ 성서 나들목 구간이 왕복 6~8차선으로 확장 개통과 함께 고속도로 본선이 분리되면서 신천대로의 교차로가 되었다. 다만 인근 지역 교통정보에서는 여전히 이 나들목을 중부내륙고속도로지선의 나들목으로 간주하고 있다.

## 연혁
- 1977년 12월 16일 : 구마고속도로 내서 분기점 ~ 팔달교 구간 왕복 2차로 개통과 함께 통행 개시[1]
- 2005년 11월 14일 : 2007년까지 구마고속도로 왕복 6, 8차로 확장 공사 및 신천대로 4차로 신설 공사로 인해 대구광역시 도시계획시설 교통광장 변경[2]
- 2010년 6월 30일 : 중부내륙고속도로지선 남대구 나들목 ~ 성서 나들목 확장 개통으로 인해 기존 중부내륙고속도로지선 남대구 나들목 ~ 서대구 나들목 구간이 신천대로의 구간으로 편입되면서 고속도로 나들목 기능 폐지 및 신천대로의 나들목으로 격하[3]

## 구조물 정보
- 위치: 대구광역시 달서구 장기동

## 접속하는 도로
- 달구벌대로 (대구광역시도 제40호선, 국도 제30호선)